# روسولا صغيرة
روسولا صغيرة (الاسم العلمي: Russula nana) هي نوع من الفطريات تتبع جنس الروسولا من الفصيلة الروسولية.